# Li Hang (Eishockeyspieler)
Li Hang (chinesisch 李航, Pinyin Lǐ Háng; * 4. Februar 1995) ist ein ehemaliger chinesischer Eishockeyspieler, der mit der Nationalmannschaft seines Landes an fünf Weltmeisterschaften in der Division II teilnahm.

## Karriere
Li Hang begann seine Karriere als Eishockeyspieler bei der Amateurmannschaft aus Qiqihar, für die er bereits als 15-Jähriger in der chinesischen Eishockeyliga debütierte. Nachdem er 2013 mit seinem Team chinesischer Meister geworden war, wechselte er zu China Dragon, der damals einzigen chinesischen Profimannschaft in die Asia League Ice Hockey. Anfang 2017 zog es ihn zum japanischen Ligakonkurrenten Tōhoku Free Blades, bei denen er die Spielzeit beendete. Anschließend wurde er vom KRS Heilongjiang, der neu gegründeten chinesischen Mannschaft aus der Wysschaja Hockey-Liga, verpflichtet. 2019/20 spielt er für den China Golden Dragon in der 2. česká hokejová liga, der dritten tschechischen Liga. Anschließend beendete er seine Karriere.

### International
Für China nahm Li Hang im Juniorenbereich an den U18-Weltmeisterschaften 2011 und 2012 in der Division II und 2013 in der Division III sowie den U20-Weltmeisterschaften der Division III 2012, 2013 und 2015, als er gemeinsam mit seinen Landsleuten Zhu Ziyang und Liu Yongshen die beste Plus/Minus-Bilanz des Turniers erreichte, gemeinsam mit seinem Landsmann Liu Qing Topscorer des Turniers war und auch zum besten Stürmer des Turniers gewählt wurde, und der Division II 2014 teil. Zudem vertrat er seine Farben 2012 beim U20-Turnier des IIHF Challenge Cup of Asia.
Für die Herren-Nationalmannschaft debütierte der Angreifer bei den Weltmeisterschaften der Division II 2015, als er mit dem Team aus dem Reich der Mitte den Aufstieg aus der B- in die A-Gruppe erreichte. Auch 2016, 2017, 2018 und 2019 spielte er in der Division II. Zudem spielte er für China bei der Olympiaqualifikation für die Winterspiele in Pyeongchang 2018 und den Winter-Asienspielen 2017 im japanischen Sapporo.

## Erfolge und Auszeichnungen
- 2013 Chinesischer Meister mit der Mannschaft aus Qiqihar
- 2013 Aufstieg in die Division II, Gruppe B, bei der U18-Weltmeisterschaft der Division III, Gruppe A
- 2013 Aufstieg in die Division II, Gruppe B, bei der U20-Weltmeisterschaft der Division III
- 2015 Aufstieg in die Division II, Gruppe B, bei der U20-Weltmeisterschaft der Division III
- 2015 Bester Stürmer, Topscorer und beste Plus/Minus-Bilanz bei der U20-Weltmeisterschaft der Division III
- 2015 Aufstieg in die Division II, Gruppe A, bei der Weltmeisterschaft der Division II, Gruppe A
- 2017 Aufstieg in die Division II, Gruppe A, bei der Weltmeisterschaft der Division II, Gruppe B

## Asia-League-Statistik
(Stand: Ende der Saison 2016/17)